# 호리 나오요시 (1643년)
호리 나오요시(일본어: 堀直良, 1643년 11월 10일 ~ 1691년 3월 14일)는 에도 시대 전기부터 중기까지의 다이묘이다. 가즈사 가리야 번 제2대 번주, 동국 야와타번 초대 번주를 지냈다. 나오유키계 호리가(直之系堀家) 제2대 당주. 가즈사 가리야 번 선대 번주 호리 나오카게의 장남으로 태어났다.
| 전임 호리 나오카게 | 제2대 가즈사 가리야 번 번주 (호리가) 1668년 | 후임 야와타 번으로 진야 이봉 |

|  | 제1대 야와타번 번주 (호리가) 1668년 ~ 1691년 | 후임 호리 나오사다 |